# Olympische Sommerspiele 1988/Teilnehmer (Kenia)
| Gelbes Symbol für Goldmedaillen mit stilisierten Olympischen Ringen | Graues Symbol für Silbermedaillen mit stilisierten Olympischen Ringen | Braundes Symbol für Bronzemedaillen mit stilisierten Olympischen Ringen |
| ------------------------------------------------------------------- | --------------------------------------------------------------------- | ----------------------------------------------------------------------- |
| 5                                                                   | 2                                                                     | 2                                                                       |

Kenia nahm an den Olympischen Sommerspielen 1988 in Seoul, Südkorea, mit einer Delegation von 74 Sportlern (70 Männer und vier Frauen) teil.

## Medaillengewinner

### Gold
| Name           | Sportart       | Wettkampf            |
| -------------- | -------------- | -------------------- |
| Robert Wangila | Boxen          | Weltergewicht        |
| Paul Ereng     | Leichtathletik | 800 Meter            |
| Peter Rono     | Leichtathletik | 1500 Meter           |
| John Ngugi     | Leichtathletik | 5000 Meter           |
| Julius Kariuki | Leichtathletik | 3000 Meter Hindernis |

### Silber
| Name              | Sportart       | Wettkampf            |
| ----------------- | -------------- | -------------------- |
| Douglas Wakiihuri | Leichtathletik | Marathon             |
| Peter Koech       | Leichtathletik | 3000 Meter Hindernis |

### Bronze
| Name              | Sportart       | Wettkampf     |
| ----------------- | -------------- | ------------- |
| Christopher Sande | Boxen          | Mittelgewicht |
| Kipkemboi Kimeli  | Leichtathletik | 10.000 Meter  |

## Teilnehmer nach Sportarten

### Boxen
- Maurice Maina
Halbfliegengewicht: 9. Platz

- Anthony Ikegu
Fliegengewicht: 17. Platz

- Steve Mwema
Bantamgewicht: 5. Platz

- John Wanjau
Federgewicht: 17. Platz

- Patrick Waweru
Leichtgewicht: 33. Platz

- David Kamau
Halbweltergewicht: 9. Platz

- Robert Wangila
Weltergewicht: Gold

- Mohamad Orungi
Halbmittelgewicht: 17. Platz

- Christopher Sande
Mittelgewicht: Bronze

- Joseph Akhasamba
Halbschwergewicht: 5. Platz

- Harold Obunga
Schwergewicht: 5. Platz

- Crispine Odera
Superschwergewicht: 9. Platz

### Gewichtheben
- Juma Abudu
Federgewicht: 11. Platz

- David Maina
Mittelgewicht: Kein gültiger Versuch

- Suleman Juma
Mittelschwergewicht: 22. Platz

- Pius Ochieng
2. Schwergewicht: 15. Platz

### Hockey
- Herrenteam
12. Platz

- Kader
Paul Sewe Omany
Parminder Singh Saini
Roy Odhier
Charles Oguk
John Eliud Okoth
Michael Omondi
Samuel Ngoyo
Peter Akatsa
Sanjiwan Goyal
Christopher Otambo
Lucas Alubaha
Victor Owino
Samson Oriso
Inderjit Singh Matharu
Samson Muange
Julius Mutinda

### Judo
- John Bogie
Halbleichtgewicht: 34. Platz

- Nelson Ombito
Leichtgewicht: 19. Platz

- James Kihara
Halbmittelgewicht: 34. Platz

- Tiberius Nyachwaya
Mittelgewicht: 19. Platz

### Leichtathletik
- Peter Wekesa
100 Meter: Viertelfinale
4 × 100 Meter: Halbfinale

- Kennedy Ondiek
100 Meter: Viertelfinale
200 Meter: Viertelfinale
4 × 100 Meter: Halbfinale

- Simeon Kipkemboi
400 Meter: Viertelfinale
4 × 100 Meter: Halbfinale
4 × 400 Meter: 8. Platz

- Lucas Sang
400 Meter: Viertelfinale
4 × 400 Meter: 8. Platz

- Elkana Nyangau
400 Meter: Viertelfinale
4 × 100 Meter: Halbfinale

- Paul Ereng
800 Meter: Gold 
4 × 400 Meter: 8. Platz

- Nixon Kiprotich
800 Meter: 8. Platz

- Juma Ndiwa
800 Meter: Viertelfinale

- Peter Rono
1500 Meter: Gold

- Kipkoech Cheruiyot
1500 Meter: 7. Platz

- Joseph Chesire
1500 Meter: 11. Platz

- John Ngugi
5000 Meter: Gold

- Yobes Ondieki
5000 Meter: 12. Platz

- Charles Cheruiyot
5000 Meter: Halbfinale

- Kipkemboi Kimeli
10.000 Meter: Bronze

- Moses Tanui
10.000 Meter: 8. Platz

- Boniface Merande
10.000 Meter: DNF im Finale

- Douglas Wakiihuri
Marathon: Silber

- Ibrahim Hussein
Marathon: DNF

- Joseph Kipsang
Marathon: DNF

- Joseph Maritim
400 Meter Hürden: Halbfinale

- Simon Kitur
400 Meter Hürden: Halbfinale

- Gideon Yego
400 Meter Hürden: Halbfinale

- Julius Kariuki
3000 Meter Hindernis: Gold

- Peter Koech
3000 Meter Hindernis: Silber

- Patrick Sang
3000 Meter Hindernis: 7. Platz

- Tito Sawe
4 × 400 Meter: 8. Platz

- William Sawe
50 Kilometer Gehen: 35. Platz

- David Lamai
Weitsprung: Kein gültiger Versuch in der Qualifikation

- Joyce Odhiambo
Frauen, 100 Meter: Vorläufe
Frauen, 200 Meter: Vorläufe

- Susan Sirma
Frauen, 1500 Meter: Vorläufe
Frauen, 3000 Meter: Vorläufe

- Pascaline Wangui
Frauen, Marathon: 49. Platz

- Rose Tata-Muya
Frauen, 400 Meter Hürden: Vorläufe

### Ringen
- Lamachi Elimu
Fliegengewicht, griechisch-römisch: Gruppenphase
Fliegengewicht, Freistil: Gruppenphase

- Kiptoo Salbei
Leichtgewicht, griechisch-römisch: Gruppenphase
Leichtgewicht, Freistil: Gruppenphase

- Maisiba Obwoge
Schwergewicht, griechisch-römisch: Gruppenphase
Schwergewicht, Freistil: Gruppenphase

- Waruingi Kimani
Bantamgewicht, Freistil: Gruppenphase

### Schießen
- Shuaib Adam
Luftpistole: 44. Platz
Freie Pistole: 42. Platz